# Золушка 2: Мечты сбываются
«Золушка 2: Мечты сбываются» (англ. «Cinderella II: Dreams Come True») — полнометражный мультфильм, выпущенный в 2002 году студией «Walt Disney Pictures». Релиз состоялся сразу на DVD. Мультфильм является сиквелом мультфильма 1950 года «Золушка» и альманахом из 3 сюжетов. При этом он снят в стилистике мультсериала. Такой же приём использовался в мультфильме «Красавица и Чудовище: Волшебный мир Белль» (1998).

## Сюжет
Мышата Гас и Жак очень торопятся к фее, которая должна читать им сказку о Золушке, но не успевают. Поэтому они просят рассказать им новую сказку, но фея говорит, что существует только одна сказка про Золушку. Тогда у мышей появляется идея написать свою книгу с историями о Золушке. Фея помогает им волшебством, а мыши, вспомнив какую-нибудь интересную историю, связанную с Золушкой, тут же записывают её в свою книгу.
В первой истории рассказывается о первых днях Золушки после свадьбы в замке. Принц просит её устроить королевский праздник, обещая помочь, но тут выясняется, что у короля намечается другое мероприятие государственной важности. Тогда он берёт принца с собой в поездку, оставив Золушку на попечении у Пруденс — придворной дамы с жёсткими нравами, придерживающейся старых устоев. Её задача — сделать из Золушки настоящую принцессу до того, как вернутся король и принц. Но способы Пруденс не совсем нравятся Золушке, и она решает всё сделать по-своему…
Во второй истории главным героем становится лучший друг Золушки, мышонок Жак. Он ошибочно полагает, что теперь не нужен Золушке, так как она теперь принцесса, и хочет стать человеком. Жак думал, что так у него будет меньше проблем. Крёстная фея исполняет его просьбу с помощью волшебной палочки — делает из Жака человека. Но выясняется, что он не приспособлен к человеческой жизни, и проблем у него становится куда больше, чем тогда, когда он был мышью…
В третьей истории Анастасия Тремейн, одна из сводных сестёр Золушки, гуляя вместе с матерью и сестрой по деревенскому рынку в поисках лучшей ткани для бального платья, заходит в пекарню и встречается с пекарем. Между ними возникает взаимная симпатия, и завязывается разговор, но леди Тремейн, предварительно раскритиковав пекаря как не ровню Анастасии, забирает девушку и уходит. За этой ситуацией в окно пекарни наблюдают Золушка и её друзья. Они во что бы то ни стало решают соединить влюблённых.
Дописав книгу, мыши устремляются к Золушке, чтобы порадовать её подарком.

## В ролях
| Персонаж         | Оригинальное озвучивание |
| ---------------- | ------------------------ |
| Золушка          | Дженнифер Хейл           |
| Жак              | Роб Полсен               |
| Булочник         | Роб Полсен               |
| Господин Чел     | Роб Полсен               |
| Великий герцог   | Роб Полсен               |
| Берт             | Роб Полсен               |
| Торговец цветами | Роб Полсен               |
| Гас              | Кори Бёртон              |
| Мерт             | Кори Бёртон              |
| Конюх            | Кори Бёртон              |
| Король           | Андрэ Стойка             |
| Фея-крёстная     | Расси Тейлор             |
| Мэри             | Расси Тейлор             |
| Беатрис          | Расси Тейлор             |
| Дафни            | Расси Тейлор             |
| Дризелла         | Расси Тейлор             |
| Графиня Ле Гранд | Расси Тейлор             |
| Леди Тремейн     | Сьюзан Блэйксли          |
| Анастасия        | Тресс Макнилл            |
| Красивая девушка | Тресс Макнилл            |
| Пруденс          | Холланд Тейлор           |
| Принц            | Кристофер Дэниел Барнс   |
| Люцифер          | Фрэнк Уэлкер             |
| Бруно            | Фрэнк Уэлкер             |
| Пом-Пом          | Фрэнк Уэлкер             |